# Psychochirurgia

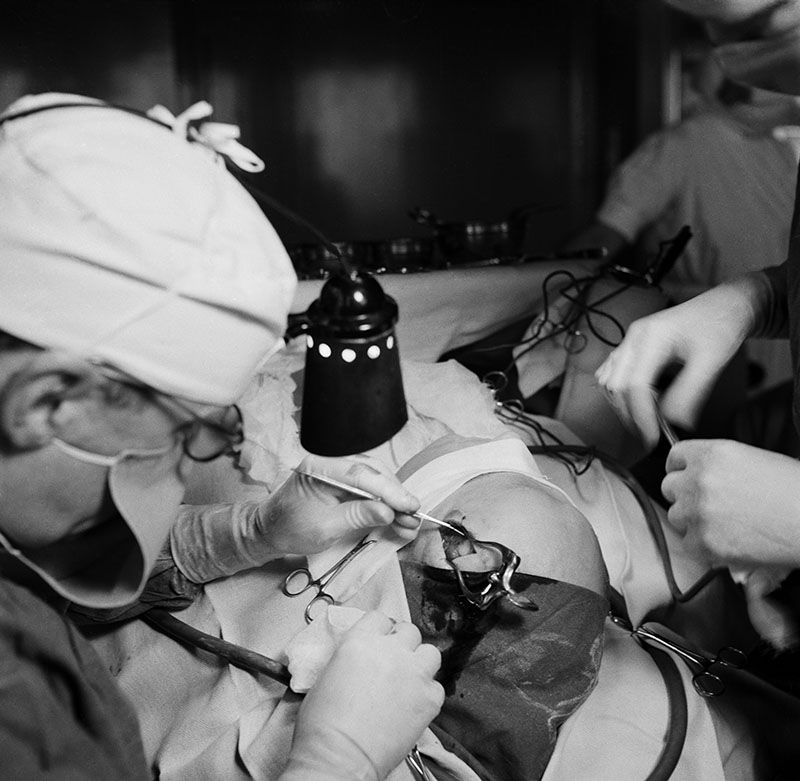
Lobotomia w Szwecji (1949)

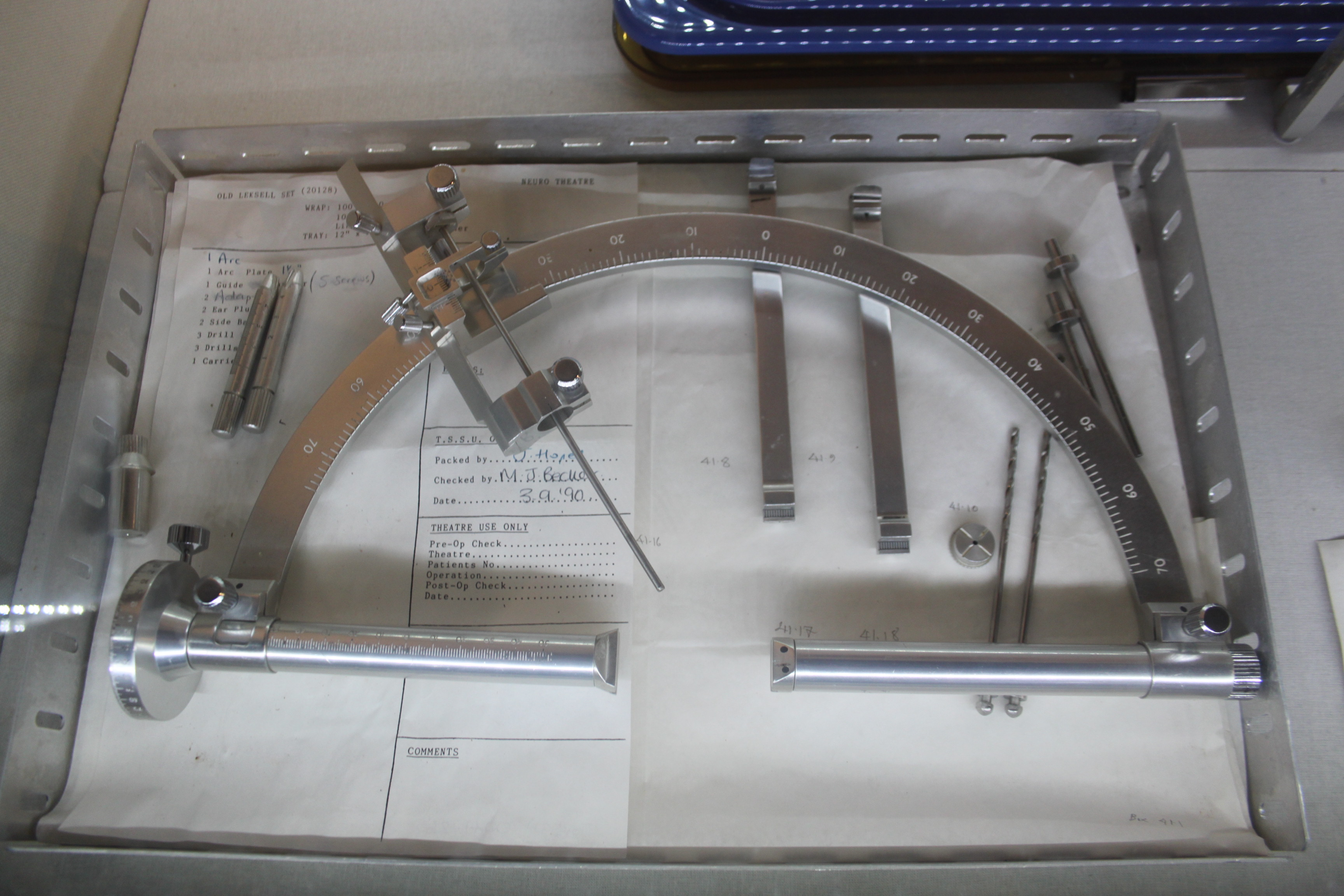
Przyrząd wykorzystywany w stereotaktycznej talamotomii, Glenside Museum

Psychochirurgia – leczenie zaburzeń psychicznych metodami neurochirurgicznymi.

## Historia
Operacje polegające na otwarciu czaszki poprzez trepanację wykonywano co najmniej od neolitu (około 7 tysięcy lat temu). Zabiegi takie mogły być motywowane m.in. chęcią zwalczenia padaczki. Leczenie tejże za pomocą stymulacji nerwu błędnego zaproponował James Leonard Corning w 1883 roku. Pierwszy nowożytny zabieg psychochirurgiczny jest przypisywany szwajcarskiemu psychiatrze Gottliebowi Burckhardtowi, który wykonał topektomię (wycięcie fragmentów kory mózgu) u osób cierpiących na schizofrenię w 1889 roku (według innych źródeł w 1891 roku). Próby leczenia zaburzeń psychicznych współczesnymi metodami neurochirurgicznymi zyskały popularność w latach 30. XX wieku, głównie w Europie i Ameryce Północnej. Kontrowersje wzbudzał zabieg leukotomii przedczołowej, czyli lobotomii; jej pierwsze zabiegi wykonali Almeida Lima i późniejszy laureat nagrody Nobla, Egas Moniz, w 1935 roku. Lobotomia zyskała dużą popularność, w samej Szwecji wykonano 4500 zabiegów w latach 1944–1966. W 1947 roku Gösta Rylander wykazał, że lobotomia powoduje znaczące zmiany osobowości. W 1949 roku wykonano pierwszy stereotaktyczny zabieg talamotomii. Od około lat 50. XX wieku rozwinięto inne metody leczenia: obustronną przednią cingulotomię (obecnie wykorzystywana do leczenia zaburzeń depresyjnych i obsesyjno-kompulsyjnych), traktotomię podogoniastą, leukotomię limbiczną. W latach 60. i 70. XX wieku psychochirurgia była postrzegana bardzo negatywnie, głównie przez popularność lobotomii. W 1973 roku wykonano po raz pierwszy leukotomię limbiczną, zabieg wykonał Desmond Kelly.

## Współczesność
Obecnie istotą zabiegów chirurgicznych wykonywanych ze wskazań psychiatrycznych jest przerywanie połączeń między różnymi strukturami ośrodkowego układu nerwowego celem usunięcia lub zmniejszenia przejawów zaburzenia czynności danej części mózgowia. Wykonywane są bardzo precyzyjnie, przy pomocy metod stereotaktycznych, w przeciwieństwie do mało precyzyjnych, nieoszczędzających zabiegów stosowanych u początku tej gałęzi psychiatrii – w połowie XX wieku.
Obecnie stosowane metody psychochirurgiczne:
- przednia cingulotomia
- przednia kapsulotomia
- traktotomia podogoniasta
- leukotomia limbiczna
- amigdalektomia
- talamotomia
- hipotalamotomia
- głęboka stymulacja mózgu[2]